# Jérôme Romain
Jérôme Romain (ur. 12 czerwca 1971) – dominicki lekkoatleta, trójskoczek, który w latach 1999–2008 startował w barwach Francji. 

## Kariera
Na mistrzostwach globu w 1993 był jedenasty, a dwa lata później Göteborgu zdobył brązowy medal mistrzostwa świata. Srebrny medalista igrzysk panamerykańskich (1993). W 1996 brał udział w igrzyskach w Atlancie jednak odpadł w eliminacjach. W 1997 był dziewiąty podczas halowych mistrzostw świata oraz szósty w czasie mistrzostw świata na powietrzu. Szósty trójskoczek igrzysk dobrej woli z 1998 oraz siódmy mistrzostw świata z 1999. W 2002 i 2002 odpadał w eliminacjach halowych mistrzostw Europy. Medalista mistrzostw Francji (także w hali) oraz reprezentant kraju w pucharze Europy. 
Rekordy życiowe: 
- stadion – 17,48 (5 sierpnia 1995, Göteborg);
- hala – 17,03 (6 lutego 1998, Budapeszt).